# 松平忠雅
松平 忠雅（まつだいら ただまさ）は、江戸時代前期から中期にかけての大名。出羽国山形藩2代藩主、備後国福山藩初代藩主、伊勢国桑名藩初代藩主。官位は従四位下・左近衛少将。親藩奥平松平家3代。

## 経歴
天和3年（1683年）9月24日、松平清照の長男として誕生。病弱であった清照に代わって入嗣した叔母婿の忠尚を差し置き、忠雅が祖父・忠弘の養嗣子として元禄5年（1692年）に家督を継いだ。
元禄13年（1700年）、山形より福山へ移封する。10年後の宝永7年（1710年）には伊勢桑名藩へ移封する。山形・福山各藩の治世はいずれも短期間のため、記録がほとんど残っていないが、桑名の地では忠雅以降、7代が113年に亘って治めた。この間、桑名藩政の改革や藩校進脩館の基礎を築くなど、評価は高い。
延享3年（1746年）6月20日に死去した。享年64（満62歳没）。跡を三男・忠刻が継いだ。

## 系譜
父母
- 松平清照（実父）
- 安西氏 ー 側室（実母）
- 松平忠弘（養父）

正室
- 類 ー 毛利綱広の娘

側室
- 永林院 ー 関口氏
- 松平定重の娘[要出典]

子女
- 蜂須賀宗純[1]（次男）
- 松平忠刻（三男）生母は永林院（側室）
- 井伊直存[2]（四男）生母は永林院（側室）
- 松平忠張（六男）生母は類（正室）
- 清性院 ー 松平頼渡正室
- 松平武元正室
- 津也、円珠院 ー 松平正甫婚約者、早世
- 真田幸詮正室
- 光相院 ー 毛利政苗正室